# Austin, Arkansas
Austin là một thành phố thuộc quận Lonoke, tiểu bang Arkansas, Hoa Kỳ. Năm 2010, dân số của thành phố này là 2038 người.

## Dân số
- Dân số năm 2000: 605 người.
- Dân số năm 2010: 2038 người.